# Aladino e la lampada magica (Nino Rota)
Aladino e la lampada magica è un'opera lirica in tre atti e undici quadri, composta da Nino Rota su libretto di Vinci Verginelli, ispirata alla fiaba Aladino e la lampada meravigliosa presente nella raccolta Le mille e una notte.

## Storia e composizione
Nino Rota cominciò a comporre Aladino e la lampada magica nel 1963 dietro suggerimento di Vinci Verginelli, il quale aveva già scritto per lui il testo in latino del Mysterium; l'autore pugliese gli propose di trarre un'opera dall'omonima fiaba, una delle più celebri della raccolta orientale Le mille e una notte, e ne divenne il librettista. Rota lavorò all'opera fino al 1965, partendo da una traduzione ex novo del testo originario, da lui stesso effettuata con l'aiuto di un'allieva araba del Conservatorio di Bari, all'epoca da lui diretto; il Maestro decise di seguire fedelmente la fiaba originale, limitandosi a eliminare l'episodio delle prime nozze di Badr-al-Budùr col figlio del Consigliere del Re (che ritenne poco consono al carattere giocoso dell'opera) e soprattutto l'avventura dell'Uovo di Rukh che conclude il testo originale, per cui Verginelli aveva già scritto il testo ma che a giudizio di Rota appesantiva inutilmente il finale.
La prima dell'opera avvenne il 14 gennaio 1968 presso il Teatro San Carlo di Napoli, per la regia di Carlo Franci con Franco Bonisolli nel ruolo di Aladino e scene di Attilio Colonnello. La prima versione prevedeva una ripartizione in due atti e una durata complessiva superiore alle tre ore; la rappresentazione riscosse un buon successo, ma vi fu chi non ritenne l'opera all'altezza del genio di Nino Rota e chi criticò la scelta del Maestro di prendere una fiaba come soggetto per un'opera .
In occasione del secondo allestimento, che debuttò il 6 febbraio 1976 (ben otto anni dopo la prima) presso il Teatro dell'Opera di Roma, Rota apportò massicce modifiche alla composizione: innanzitutto portò il numero di atti a tre, dividendo il secondo in due parti; inoltre eliminò o accorciò alcuni brani, riducendo la durata a poco più di due ore complessive. Il nuovo allestimento vide la direzione di Cal Stewart Kellog, Carlo Millauro nel ruolo di Aladino, la regia di Renato Castellani e scene e costumi di Renato Guttuso, e ottenne il plauso della critica. La versione elaborata da Rota per la produzione romana fu ritenuta da lui stesso definitiva, ed è quella che oggi viene normalmente messa in scena.
A differenza di altre opere di Rota, Aladino viene eseguita piuttosto raramente. Tra gli allestimenti, particolarmente significativo quello del Festival della Valle d'Itria 2024.

## Trama

### Atto I
Un coro di voci bianche narra la leggenda di una lampada misteriosa nascosta in una caverna accessibile solo a un uomo di grande saggezza.
Nella città di Al-Qalàs, in Cina, vive il figlio del defunto sarto Mustafà, di nome Aladino; questi è un giovane povero e scapestrato, che fa disperare sua madre e passa le sue giornate giocando a dadi per vincere vino e cibo. Un giorno arriva in città un misterioso individuo, che si presenta ad Aladino come il fratello di suo padre e lo convince a partire con lui promettendogli di farlo diventare ricco; il ragazzo lo segue fino a un luogo misterioso, dove l'uomo rivela di non essere suo zio, ma un potentissimo stregone Maghrebino; l'uomo esegue dunque un rituale per aprire l'accesso a una profonda caverna: Aladino è l'unico uomo al mondo in grado di accedervi. Il mago gli spiega che nella caverna troverà ricchezze di ogni tipo, ma non potrà toccare nulla se prima non avrà trovato una vecchia lampada nascosta nelle viscere della caverna: lui desidera solo quella, mentre il ragazzo potrà tenersi tutto l'oro e i gioielli che desidera; per aiutarlo nell'impresa, gli regala inoltre un anello magico. Aladino si avventura nella caverna e trova la lampada; quando torna indietro, tuttavia, non riesce a uscire a causa del peso dei gioielli che ha raccolto. Il mago promette di aiutarlo se prima gli darà la lampada, ma al rifiuto del ragazzo egli crede che voglia tenere l'oggetto per sé: al colmo della rabbia lo maledice e chiude il portale della caverna, imprigionandolo al suo interno. Solo e terrorizzato, Aladino sfrega per caso l'anello datogli dal mago, liberando così un genio che si dichiara suo servitore; Aladino gli ordina di trarlo in salvo.

### Atto II
Il Genio dell'Anello riporta Aladino a casa, dove la madre del giovane, preoccupata per la sua scomparsa, giura che non permetterà più a nessuno di portarlo via. Poiché l'inganno del mago li ha resi più poveri di prima, Aladino propone alla donna di vendere la lampada che ha recuperato; quando la sfregano per lucidarla, tuttavia, appare un genio più potente del primo, che si dichiara loro servo e porta ai due squisiti cibi e bevande.
Aladino si reca al mercato per vendere i piatti d'oro e d'argento su cui il Genio della Lampada ha servito loro le pietanze. Qui assiste al passaggio della bellissima Badr-al-Budùr, figlia del re di Al-Qalàs: subito Aladino se ne innamora e manda sua madre a chiederla in moglie, portando in dono al sovrano le pietre preziose che ha raccolto nella caverna. Il re rimane impressionato dalle pietre donategli; il suo perfido consigliere, tuttavia, vedendo la donna vestita di stracci, gli suggerisce di chiedere una prova: per dimostrare di essere davvero ricco, Aladino dovrà inviare quaranta schiavi neri e quaranta bianchi, ciascuno recante un vassoio di ori e perle. Con l'aiuto del Genio della Lampada, Aladino fa comparire quanto richiesto: il re lo accoglie allora a corte, dove il giovane si presenta con indosso ricchi abiti e a cavallo di un bianco destriero. Quando la principessa lo vede, se ne innamora a sua volta e acconsente a sposarlo; strofinando la lampada, Aladino fa quindi comparire un sontuoso palazzo che dona alla novella sposa.

### Atto III
Mentre Aladino è fuori per una battuta di caccia, a palazzo, Badr-al-Budùr è triste per la sua assenza. In città compare un misterioso mercante, che scambia lampade nuove in cambio di lampade vecchie: costui non è altri che il mago maghrebino, il quale non ha mai cessato di cercare la lampada e sospetta che il nuovo principe di Al-Qalàs sia Aladino, arricchitosi grazie ai suoi poteri. Le ancelle convincono la principessa a dargli la vecchia lampada che Aladino tiene in camera sua: ottenutala, il mago libera il genio e gli comanda di portare il palazzo e la principessa in Maghreb.
Tornato dalla caccia, Aladino trova le rovine del palazzo e il popolo che si dispera per la scomparsa dell'amata Badr-al-Budùr. Medita di uccidersi, ma giungendo le mani per pregare sfrega per caso l'anello magico, liberando il Genio; questi non è in grado disfare la magia del Genio della Lampada, ma può condurre Aladino dove il mago ha portato il palazzo. Aladino vi si introduce e riesce a raggiungere la sua amata, alla quale consegna una pozione soporifera: fingendo di cedere al suo corteggiamento, la principessa riesce a somministrarla al mago, che cade di colpo in un sonno profondo. Aladino ne approfitta per sottrargli la lampada e riportare il palazzo e l'amata ad Al-Qalàs; i loro festeggiamenti gioiosi si stemperano nel coro di voci bianche, che nuovamente cantano la leggenda della lampada magica.

## Organico orchestrale
La partitura di Rota prevede:
- 3 flauti (di cui un flauto piccolo)
- 2 Oboi
- 1 Corno inglese
- 2 Clarinetti, 1 clarinetto basso
- 2 Fagotti e 1 controfagotto
- 4 Corni
- 3 Trombe
- 3 Tromboni
- 1 Tuba
- Percussioni: Timpani, xilofoni (4 suonatori), Campane, Triangolo, Piatti, Piatto sospeso, Tam-tam, Tamburo piccolo, Grancassa
- 1 Arpa
- 1 Celesta
- Archi: Violini, Viole Violoncelli, Contrabbassi

Sono inoltre previsti un tamburo piccolo e 4 Trombe in scena.

## Autoimprestiti
Alcuni brani composti da Rota per quest'opera sono rielaborazioni di suoi lavori precedenti:
- Il coro di voci bianche C'era una lampada laggiù rielabora un tema composto dal Maestro per le musiche di scena di un allestimento del 1960 di Romeo e Giulietta diretto da Franco Zeffirelli e andato in scena all'Old Vic di Londra; sarebbero state poi inserite nella colonna sonora della versione cinematografica diretta dallo stesso regista nel 1968.
- Il testo apparentemente nonsense della cavatina del primo atto in cui il mago cattivo enuncia la formula magica è in realtà composto da alcune frasi in latino che Verginelli aveva scritto per il Mysterium lette al contrario, assieme ai nomi di Verginelli e Rota, anch'essi capovolti.
- Il duetto tra la principessa e il mago presente nel terzo atto rielabora la Cabaletta del terzo movimento del Concerto festivo per archi del 1962.

Viceversa, Rota avrebbe poi rielaborato alcune melodie dell'opera in altre sue composizioni:
- Il corteo del popolo nel secondo atto sarà rielaborato per il finale del Concerto per archi del 1968.
- Il Tema dell'amore con cui si conclude il secondo atto è citato nella colonna sonora del film Uragano, l'ultima a cui Rota avrebbe lavorato. Il film uscì nelle sale appena due giorni dopo la sua scomparsa[10].